# Axel Kárason
Axel Kárason, né le 11 février 1983, à Sauðárkrókur, en Islande, est un joueur islandais de basket-ball. Il évolue au poste d'ailier.

## Palmarès
- 3e des Jeux des petits États d'Europe 2013
- Finaliste des Jeux des petits États d'Europe 2015